# Challenger de Scheveningen 2013
El Sport 1 Open 2013 fue un torneo de tenis profesional que se jugó en pistas duras. Se trató de la 21.ª edición del torneo que forma parte del ATP Challenger Tour 2013 . Tuvo lugar en Scheveningen, Países Bajos entre el 8 y el 14 de julio de 2013.

## Jugadores participantes del cuadro de individuales

### Cabezas de serie
| País                        | Jugador              | Rank1 | Favorito |
| Bandera de los Países Bajos | Robin Haase          | 58    | 1        |
| Bandera de República Checa  | Jiří Veselý          | 103   | 2        |
| Bandera de Francia          | Marc Gicquel         | 131   | 3        |
| Bandera de Ucrania          | Oleksandr Nedovyesov | 142   | 4        |
| Bandera de Chile            | Paul Capdeville      | 148   | 5        |
| Bandera de Alemania         | Björn Phau           | 150   | 6        |
| Bandera de Alemania         | Simon Greul          | 157   | 7        |
| Bandera de Francia          | Florent Serra        | 160   | 8        |
| --------------------------- | -------------------- | ----- | -------- |

- 1 Se ha tomado en cuenta el ranking del día 24 de junio de 2013.

### Otros participantes
Los siguientes jugadores recibieron una invitación (wild card), por lo tanto ingresan directamente al cuadro principal:
- Stephan Fransen
- Mark de Jong
- Thomas Schoorel
- Nick Van der Meer

Los siguientes jugadores ingresan al cuadro principal como exención especial:
- Miljan Zekić

Los siguientes jugadores ingresan al cuadro principal tras disputar el cuadro clasificatorio:
- Colin Ebelthite
- Andis Juska
- Lorenzo Giustino
- Thiago Monteiro

## Campeones

### Individual Masculino
- Jesse Huta Galung derrotó en la final a  Robin Haase por 6–3, 6–7(2), 6–4.

### Dobles Masculino
- Antal van der Duim /  Boy Westerhof derrotaron en la final a  Gero Kretschmer /  Alexander Satschko por 6-3, 6-3.